# Задирко, Геннадий Александрович
Задирко Геннадий Александрович (13 сентября 1967, с. Ленино Крымской области) — народный депутат Украины 6-го созыва, избран по списку «Блок Юлии Тимошенко» (с 11.2007), член Комитета по вопросам транспорта и связи (12.2007-09.2010).
Родился 13 сентября 1967, с. Ленино Крымской области.
Образование: высшее, окончил Николаевский государственный педагогический институт, исторический факультет (1991).
Член партии «Народная власть», заместитель председателя партии.
В 1992—1994 — журналист редакции информации телекомпании «Тонис».
В 1994—2005 — соучредитель и директор телекомпании «НОС-ТВ».
В 03.1998 — кандидат в народные депутаты Украины, избирательный округ№ 127, Николаев. обл. З’яв. 58,2 %, за 11,6 %, 3 место из 24 прет. На время выборов: директор телекомпании «НИС-ТВ», член ПРП.
С 04.2002 — кандидат в народные депутаты Украины, избирательный округ№ 128, Николаев. обл., самовыдвижение. По 12,40 %, 3 с 14 прет. На время выборов: директор телекомпании «НИС — ТВ», б/п.
03.2006 кандидат в народные депутаты Украины от СПУ, № 51 в списке. На время выборов: помощник-консультант народного депутата Украины Гармаш Г. Ф., член СПУ.
В 2007 году — помощник-консультант народного депутата Украины Иосифа Винского.
Народный депутат Украины 6-го созыва с 11.2007 от Блока Ю.Тимошенко, № 111 в списке. На время выборов: помощник-консультант народного депутата Украины, член ВО «Батькивщина».
8 октября 2009 года Геннадий Задырко вместе с Владимиром Каплиенко и Игорем Рыбаковым были исключены из рядов фракции БЮТ. 2 марта 2010 года Фракция БЮТ отменила свое решение об исключении народных депутатов Украины Геннадия Задырко и Владимира Каплиенко из рядов фракции. Однако на следующий день они голосовали за отставку правительства Юлии Тимошенко.
21 сентября 2010 года Геннадий Задырко в числе других 27 депутатов был повторно исключен из фракции БЮТ.
Член депутатской группы «Реформы ради будущего» в Верховной Раде Украины.